# Raimundo Tupper
Raimundo Tupper (Santiago del Cile, 7 gennaio 1969 – San José, 20 luglio 1995) è stato un calciatore cileno, di ruolo centrocampista.

## Biografia
Morì suicida il 20 luglio 1995, all'età di 26 anni.

## Palmarès

### Club

#### Competizioni nazionali
- Campionato cileno: 1

Univ. Católica: 1987
- Copa Chile: 1

Univ. Católica: 1994

#### Competizioni internazionali
- Coppa Interamericana: 1

Univ. Católica: 1994